# Cubières-sur-Cinoble
För andra betydelser, se Cubières.
Cubières-sur-Cinoble är en kommun i departementet Aude i regionen Occitanien  i södra Frankrike. Kommunen ligger  i kantonen Couiza som ligger i arrondissementet Limoux. År 2022 hade Cubières-sur-Cinoble 81 invånare.

## Befolkningsutveckling
Antalet invånare i kommunen Cubières-sur-Cinoble
Referens: INSEE